# キッズネット (企業)
株式会社キッズネットは、音楽著作権の管理などを行うKADOKAWAの持分法適用会社。

## 概要
2003年にアップフロントエージェンシー（現・アップフロントプロモーション）と角川書店（現・KADOKAWA KEY-PROCESS）によって設立した共同出資会社である。
当初は、アロハロシリーズをはじめ、ハロー!プロジェクト関連の写真集を中心にした出版事業のみで展開してきたが、2009年からは声優活動を中心とした芸能事業にも参入、アップフロントグループと角川グループの合同企画「アイドル☆声優オーディション」でグランプリを果たした三澤紗千香が最初の所属芸能人となった。その後、2012年1月に開催された「三澤紗千香+アイドル声優プロジェクトお披露目Party」で尾高もえみと声優としての研修生5人の計6人が新たに所属した。

## 沿革
- 1997年 - 角川書店他の出資で株式会社アイネットワークを設立。角川書店提供ラジオ番組の制作協力やCDソフトの制作業務を受託。
- 2000年1月 - バップと提携し、音楽レーベル事業に参入。
- 2000年4月 - 渋谷に音楽アーティストのキャラクターショップ「ミュージック・キャラクション」をオープン[3][4]。
- 2001年 - 角川出版事業振興基金信託の増資を受け入れ角川書店の子会社から持分法適用会社となる[5]。
- 2001年3月 - 「夏目雅子写真集 : Flashback」を発行[6]。
- 2003年 - アップフロントエージェンシーと角川書店の共同出資会社「株式会社キッズネット」に組織変更。当初は雑誌「ウォーカーキッズ」や写真集の編集・発行を行う[7]。
- 2003年2月 - 最初のアロハロシリーズである「アロハロ! 松浦亜弥写真集」を発売。以後、定期的にアロハロシリーズをはじめとしたハロー!プロジェクト関連写真集が刊行される。
- 2009年 - 「アイドル☆声優オーディション」でグランプリとなった三澤紗千香が所属するのに伴い、芸能事業にも参入。
- 2012年1月9日 - この日、パシフィックヘブンで行われた「三澤紗千香+アイドル声優プロジェクトお披露目Party」において、尾高もえみと研修生5人が新たに所属する。
- 2020年4月1日 - 官報に解散公告を掲載[8]。
- 2023年9月15日 - 本店を東京都品川区北品川5丁目に移転

## 過去の事業

### 過去所属タレント
- 三澤紗千香[9]
- 尾高もえみ[10] - ソニー・ミュージックアーティスツへ移籍。

アイドル声優プロジェクト
- 髙橋梨奈

2012年1月時点で高3
イメージカラーは青
- 塚原あずさ

2012年1月時点で高1
イメージカラーは緑
- 金久保茉由

2012年1月時点で高1
イメージカラーはピンク
- 種市莉沙

イメージカラーはオレンジ
- 佐々木恵瑠

イメージカラーは黄色

### 過去の出版物
- ウォーカーキッズ（月刊ザテレビジョン増刊）
- ハロー!チャンネル

### 音楽制作
- 魔法戦士リウイ
- ベスト撰集シリーズ - 2000年から2002年にかけて河島英五・葛城ユキ・ペドロ&カプリシャス等の廉価ベストを発売。

### 企画協力
- 魔術士オーフェン (アニメ)